# Diddley Bow

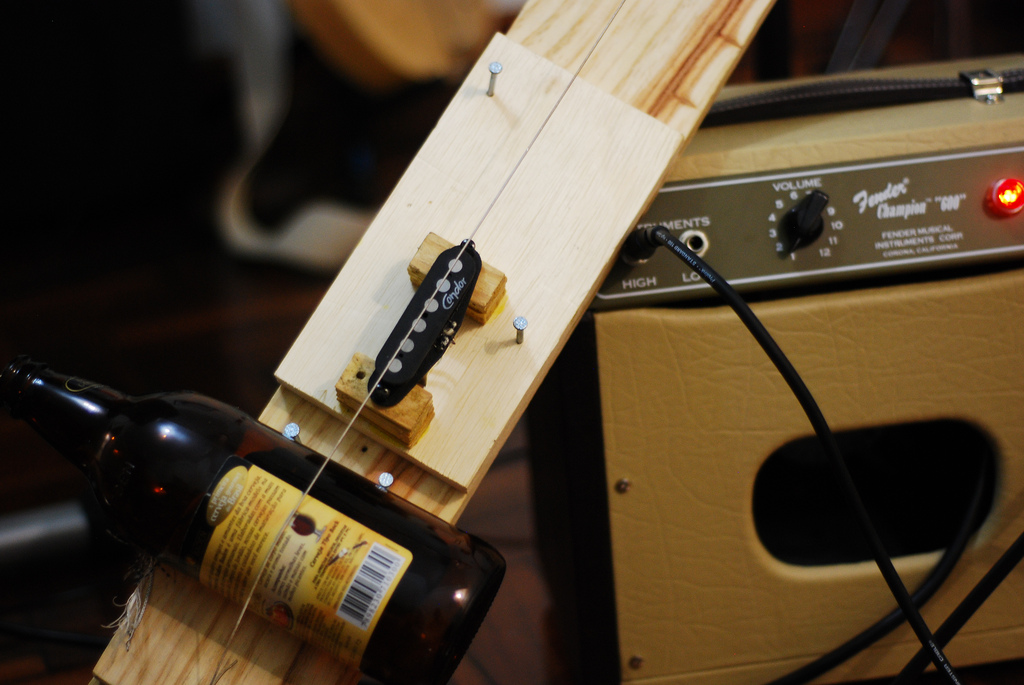
Ein elektrisch verstärkter, portabler Diddley Bow. Als Steg dient eine mittels zweier Nägel in Position gehaltene Flasche aus Braunglas (links unten), unter der Saite ein einspuliger elektromagnetischer Tonabnehmer (Single Coil). Rechts im Hintergrund ein kleiner Combo-Verstärker

Der Diddley Bow ist eine einsaitige Brettzither, die hauptsächlich im Delta Blues verwendet wurde. Das einfache Saiteninstrument mit einem separaten Resonanzkörper gilt als Vorläufer der Slidegitarre, seine Ursprünge liegen in Afrika. Das Instrument ist auch bekannt unter den Namen „Jitterbug“, „Bo Diddley“ sowie Namensvarianten wie „Diddy Bowl“ und Ähnlichem.

## Herkunft
Vorläufer des Diddley Bow sind in Westafrika bekannt, wo das Instrument von Kindern gespielt wurde. Üblicherweise wurde eine gespannte Saite aus Palmfasern mit einem Stab rhythmisch angeschlagen, so dass Töne entstanden, während die Tonhöhe mit einem Holz- oder Metallstück verändert wurde, das über die Saite bewegt wurde. Sklaven benutzten das Instrument im Südosten der Vereinigten Staaten.

## Bauweise
Der Diddley Bow wird typischerweise selbst gebaut. Dabei gibt es zwei Varianten: eine auf einem Brett angebrachte portable Version und eine an einer Holzwand oder einem Balken fest installierte Version. Das Prinzip ist in beiden Fällen gleich: eine Saite wird zwischen zwei Halterungen, etwa ins Holz geschlagenen Nägeln, gespannt. Als Resonanzkörper wird eine Flasche oder eine Getränkedose unter die Saite geklemmt und zu einem Ende der Saite hin verschoben. Die Saite wird dann mit einer Hand gezupft oder mit einem Schlägel angeschlagen, während die andere Hand mithilfe beispielsweise eines Bottlenecks die Tonhöhe variiert.

## Bekannte Spieler
Einer der bekanntesten Spieler des Diddley Bow dürfte Lonnie Pitchford sein, der beide Varianten des Instruments in den Filmdokumentationen The Land Where the Blues Began (1979) und Deep Blues: A Musical Pilgrimage to the Crossroads (1991) demonstrierte.
Weitere namhafte Spieler des Diddley Bow sind Lewis Dotson, Glen Faulkner, Jessie Mae Hemphill, Compton Jones, Eddie „One String“ Jones, Napoleon Strickland, Moses Williams, James „Super Chikan“ Johnson und „One String Sam“ Wilson. Willie Joe Duncan spielte einen elektrifizierten, extra-langen Diddley Bow, den er „Unitar“ nannte. Auch Buddy Guy spielte einen Diddley Bow, bevor er seine erste Gitarre bekam. Bo Diddley hingegen spielte – anders als sein Name vermuten ließe – keinen Diddley Bow.
Auch in jüngerer Zeit wurde der Diddley Bow oder Variationen davon gespielt, etwa vom Jazzpianisten Cooper-Moore, vom Bluesgitarristen Seasick Steve, von Samm Bennett, Danny Kroha, One String Willie und Velcro Lewis. Im Film It Might Get Loud (2008) baut Jack White einen Diddley Bow.

## Filmografie
- The Land Where the Blues Began (1979)
- Deep Blues: A Musical Pilgrimage to the Crossroads (1991)
- It Might Get Loud (2008)

## Diskografie (Beispiele)
- Seasick Steve: Diddley Bow auf Man from Another Time (2009) (siehe auch unter Weblinks)
- Jessie Mae Hemphill: zwei Stücke (eines begleitet von Compton Jones) auf Heritage of the Blues: Shake It, Baby; zwei Stücke (begleitet von Compton Jones und Glen Faulkner) auf Get Right Blues
- Lonnie Pitchford: unter anderem vier Stücke auf National Downhome Blues Festival Volume One;  zwei Stücke auf All Around Man (Rooster R2629); ein Stück auf Living Country Blues; …
- Napoleon Strickland: Key to the Blues auf Bottleneck Blues
- One String Willie: sieben Stücke auf der CD A Store-Bought Guitar Just Won‘t Do; zehn Stücke auf der CD You Gotta Hit the String Right to Make the Music Swing

## Ähnliche Instrumente
- Monochord
- Musikbogen
- Đàn bầu
- Trumscheit
- Scheitholt